# Coppa del Re 1998-1999
La Copa del Rey 1998-1999 fu la 95ª edizione della Coppa di Spagna. Il torneo iniziò il 1º settembre 1998 e si concluse il 26 giugno 1999. La finale si disputò allo stadio Olimpico di Siviglia e la squadra vincente fu il Valencia.

## Formula e squadre partecipanti
In questa edizione presero parte tutte le squadre di Primera División, 19 squadre di Segunda División e 29 squadre di Segunda División B che si sfidarono in scontri ad eliminazione diretta. I primi dieci club della Primera División dell'anno precedente erano direttamente qualificati per gli ottavi mentre i restanti club della massima divisione entrarono in scena nel terzo turno.

## Primo turno
Le partite furono giocate dal 1° al 9 settembre 1998.
- Barakaldo
- Binéfar
- Cacereño
- FC Cartagena
- Ceuta
- Leganés
- CD Logroñés
- Tropezón

| Squadra 1        | Totale | Squadra 2         | Andata | Ritorno |
| ---------------- | ------ | ----------------- | ------ | ------- |
| Cadice           | 4 - 3  | Granada           | 2 - 2  | 2 - 1   |
| Terrassa         | 2 - 4  | Levante           | 1 - 1  | 1 - 3   |
| Talavera         | 3 - 1  | Toledo            | 1 - 1  | 2 - 0   |
| Palamós          | 2 - 4  | Benidorm          | 1 - 1  | 1 - 3   |
| Lealtad          | 2 - 4  | Sporting Gijón    | 2 - 1  | 0 - 3   |
| Lalín            | 1 - 4  | Las Palmas        | 1 - 0  | 0 - 4   |
| Leonesa          | 3 - 3  | Numancia          | 2 - 2  | 1 - 1   |
| Noja             | 0 - 4  | Osasuna           | 0 - 1  | 0 - 3   |
| Elche            | 2 - 1  | Hércules          | 1 - 0  | 1 - 1   |
| UE Lleida        | 4 - 1  | Águilas           | 3 - 0  | 1 - 1   |
| Conquense        | 0 - 4  | Albacete          | 0 - 3  | 0 - 1   |
| Real Jaén        | 1 - 3  | Siviglia          | 1 - 1  | 0 - 2   |
| Algeciras        | 1 - 3  | Recreativo Huelva | 1 - 0  | 0 - 3   |
| Xerez            | 2 - 3  | Malaga            | 2 - 1  | 0 - 2   |
| Universidad LPGC | 2 - 3  | Compostela        | 1 - 1  | 1 - 2   |
| Beasain          | 1 - 1  | Eibar             | 0 - 0  | 1 - 1   |
| Calahorra        | 1 - 3  | Ourense           | 1 - 1  | 0 - 2   |
| CD Móstoles      | 1 - 4  | Badajoz           | 1 - 2  | 0 - 2   |
| Jerez            | 4 - 3  | Rayo Vallecano    | 2 - 2  | 2 - 1   |
| S.S. Reyes       | 2 - 2  | CP Mérida         | 1 - 0  | 1 - 2   |

## Secondo turno
Le partite furono giocate dal 23 settembre al 7 ottobre 1998.
| Squadra 1    | Totale | Squadra 2         | Andata | Ritorno         |
| ------------ | ------ | ----------------- | ------ | --------------- |
| Talavera     | 1 - 1  | Leganés           | 0 - 0  | 1 - 1           |
| Beasain      | 3 - 1  | CD Logroñés       | 3 - 1  | 0 - 0           |
| Tropezón     | 0 - 4  | UE Lleida         | 0 - 0  | 0 - 4           |
| Barakaldo    | 2 - 5  | Numancia          | 0 - 2  | 2 - 3           |
| Jerez        | 3 - 1  | Recreativo Huelva | 2 - 1  | 1 - 0           |
| Binéfar      | 0 - 2  | Osasuna           | 0 - 0  | 0 - 2           |
| S.S. Reyes   | 4 - 3  | Albacete          | 2 - 1  | 2 - 2           |
| Elche        | 2 - 3  | Benidorm          | 1 - 1  | 1 - 2           |
| FC Cartagena | 1 - 6  | Levante           | 0 - 2  | 1 - 4           |
| Ourense      | 0 - 0  | Sporting Gijón    | 0 - 0  | 0 - 0 (3-4 dcr) |
| Las Palmas   | 2 - 1  | Compostela        | 2 - 0  | 0 - 1           |
| Ceuta        | 1 - 3  | Badajoz           | 0 - 1  | 1 - 2           |
| Cacereño     | 2 - 6  | Siviglia          | 0 - 4  | 2 - 2           |
| Cadice       | 1 - 6  | Malaga            | 1 - 3  | 0 - 3           |

## Terzo turno
Le partite furono giocate dal 28 ottobre all'11 novembre 1998.
| Squadra 1      | Totale | Squadra 2           | Andata | Ritorno         |
| -------------- | ------ | ------------------- | ------ | --------------- |
| Badajoz        | 4 - 1  | Real Oviedo         | 3 - 1  | 1 - 0           |
| Beasain        | 0 - 1  | Benidorm            | 0 - 0  | 0 - 1           |
| S.S. Reyes     | 2 - 4  | Tenerife            | 2 - 0  | 0 - 4           |
| UE Lleida      | 1 - 3  | Osasuna             | 1 - 1  | 0 - 2           |
| Sporting Gijón | 3 - 3  | Real Saragozza      | 1 - 1  | 2 - 2           |
| Malaga         | 3 - 5  | Real Valladolid     | 1 - 2  | 2 - 3           |
| Levante        | 0 - 0  | Extremadura         | 0 - 0  | 0 - 0 (4-1 dcr) |
| Las Palmas     | 2 - 2  | Alavés              | 0 - 0  | 2 - 2           |
| Siviglia       | 2 - 0  | Salamanca UDS       | 0 - 0  | 2 - 0           |
| Talavera       | 0 - 4  | Villarreal          | 0 - 1  | 0 - 3           |
| Numancia       | 1 - 2  | Racing Santander    | 0 - 1  | 1 - 1           |
| Jerez          | 2 - 6  | Deportivo La Coruña | 1 - 3  | 1 - 3           |

## Quarto turno
Le partite furono giocate dal 16 dicembre 1998 al 13 gennaio 1999.
| Squadra 1           | Totale | Squadra 2      | Andata | Ritorno           |
| ------------------- | ------ | -------------- | ------ | ----------------- |
| Racing Santander    | 2 - 1  | Osasuna        | 2 - 0  | 0 - 1             |
| Real Valladolid     | 2 - 2  | Badajoz        | 1 - 1  | 1 - 1 (11-10 dcr) |
| Tenerife            | 2 - 2  | Benidorm       | 2 - 2  | 0 - 0             |
| Villarreal          | 5 - 3  | Siviglia       | 2 - 2  | 3 - 1             |
| Las Palmas          | 0 - 1  | Levante        | 0 - 1  | 0 - 0             |
| Deportivo La Coruña | 2 - 1  | Sporting Gijón | 1 - 1  | 1 - 0             |

## Ottavi di finale
Le partite furono giocate dal 20 gennaio al 4 febbraio 1999.
| Squadra 1       | Totale | Squadra 2           | Andata | Ritorno |
| --------------- | ------ | ------------------- | ------ | ------- |
| Real Sociedad   | 2 - 2  | Atlético Madrid     | 1 - 2  | 1 - 0   |
| Benidorm        | 0 - 4  | Barcellona          | 0 - 1  | 0 - 3   |
| Real Betis      | 0 - 2  | Maiorca             | 0 - 1  | 0 - 1   |
| Levante         | 0 - 4  | Valencia            | 0 - 3  | 0 - 1   |
| Espanyol        | 6 - 4  | Real Valladolid     | 4 - 2  | 2 - 2   |
| Celta Vigo      | 1 - 2  | Deportivo La Coruña | 0 - 1  | 1 - 1   |
| Real Madrid     | 4 - 0  | Villarreal          | 2 - 0  | 2 - 0   |
| Athletic Bilbao | 2 - 3  | Racing Santander    | 2 - 2  | 0 - 1   |

## Quarti di finale
I quarti si disputarono dal 17 al 24 febbraio 1999.
| Squadra 1        | Totale | Squadra 2           | Andata | Ritorno |
| ---------------- | ------ | ------------------- | ------ | ------- |
| Maiorca          | 1 - 2  | Deportivo La Coruña | 1 - 1  | 0 - 1   |
| Racing Santander | 2 - 7  | Real Madrid         | 2 - 6  | 0 - 1   |
| Barcellona       | 5 - 7  | Valencia            | 2 - 3  | 3 - 4   |
| Atlético Madrid  | 6 - 2  | Espanyol            | 2 - 1  | 4 - 1   |

## Semifinali
Le semifinali si disputarono dal 9 al 16 giugno 1999.
| Squadra 1       | Totale | Squadra 2           | Andata | Ritorno |
| --------------- | ------ | ------------------- | ------ | ------- |
| Atlético Madrid | 1 - 0  | Deportivo La Coruña | 0 - 0  | 1 - 0   |
| Valencia        | 7 - 2  | Real Madrid         | 6 - 0  | 1 - 2   |

## Finale
| Squadra 1 | Risultato | Squadra 2       |
| --------- | --------- | --------------- |
| Valencia  | 3 - 0     | Atlético Madrid |

| Arbitro: | Manuel Díaz Vega |

| |            | |
| Claudio López 23’ 81’ Mendieta 34’ | Marcatori  | |
| · Cañizares P · Angloma D · Roche D · Đukić D · 89’ Carboni D · Mendieta C · Milla C · Farinós C · 62’ Vlaović A · 87’ Claudio López A · Adrian Ilie A · Sostituzioni: · 62’ Angulo C · 87’ Björklund D · 89’ Juanfran D | Formazioni | · P Molina · D Geli 65’ · D Santi · D Chamot · D Serena · C Aguilera · C Bejbl 82’ · C Valerón · C Lardín 46’ · A Juninho · A José Mari · Sostituzioni: · C Solari 46’ · C Fresnedoso 65’ · C Mena 82’ |
| Claudio Ranieri | Allenatori | Radomir Antić |

## Classifica marcatori
| Gol |  |  | Giocatore          | Squadra         |
| --- |  |  | ------------------ | --------------- |
| 8   |  |  | Claudio López      | Valencia        |
| 6   |  |  | Fernando Morientes | Real Madrid     |
| 5   |  |  | Gaizka Mendieta    | Valencia        |
| 4   |  |  | Igor Gluščević     | Siviglia        |
| 4   |  |  | Israel             | Jerez           |
| 4   |  |  | José Mari          | Atlético Madrid |
| 4   |  |  | Dmitrij Čeryšev    | Sporting Gijón  |